# Palazzo Ridolfi Firidolfi
Palazzo Ridolfi Firidolfi è un edificio storico del centro di Firenze, situato in via Maggio 17 angolo sdrucciolo dei Pitti, nel quartiere Oltrarno.

## Storia
Il palazzo è identificabile con quello che, in occasione del censimento del 1551, risultava abitato da Niccolò di Giovanni Mannelli con cinque maschi, quattro femmine, due servitori e quattro serve. Passato successivamente ai Della Vacchia e quindi agli Alessandrini, pervenne poi ai Ridolfi e successivamente ai Firidolfi.
Il palazzo è stato recentemente restaurato poco prima del 2012, con una tinteggiatura che ha rimosso scritte imbrattanti sullo sdrucciolo dei Pitti.

## Descrizione

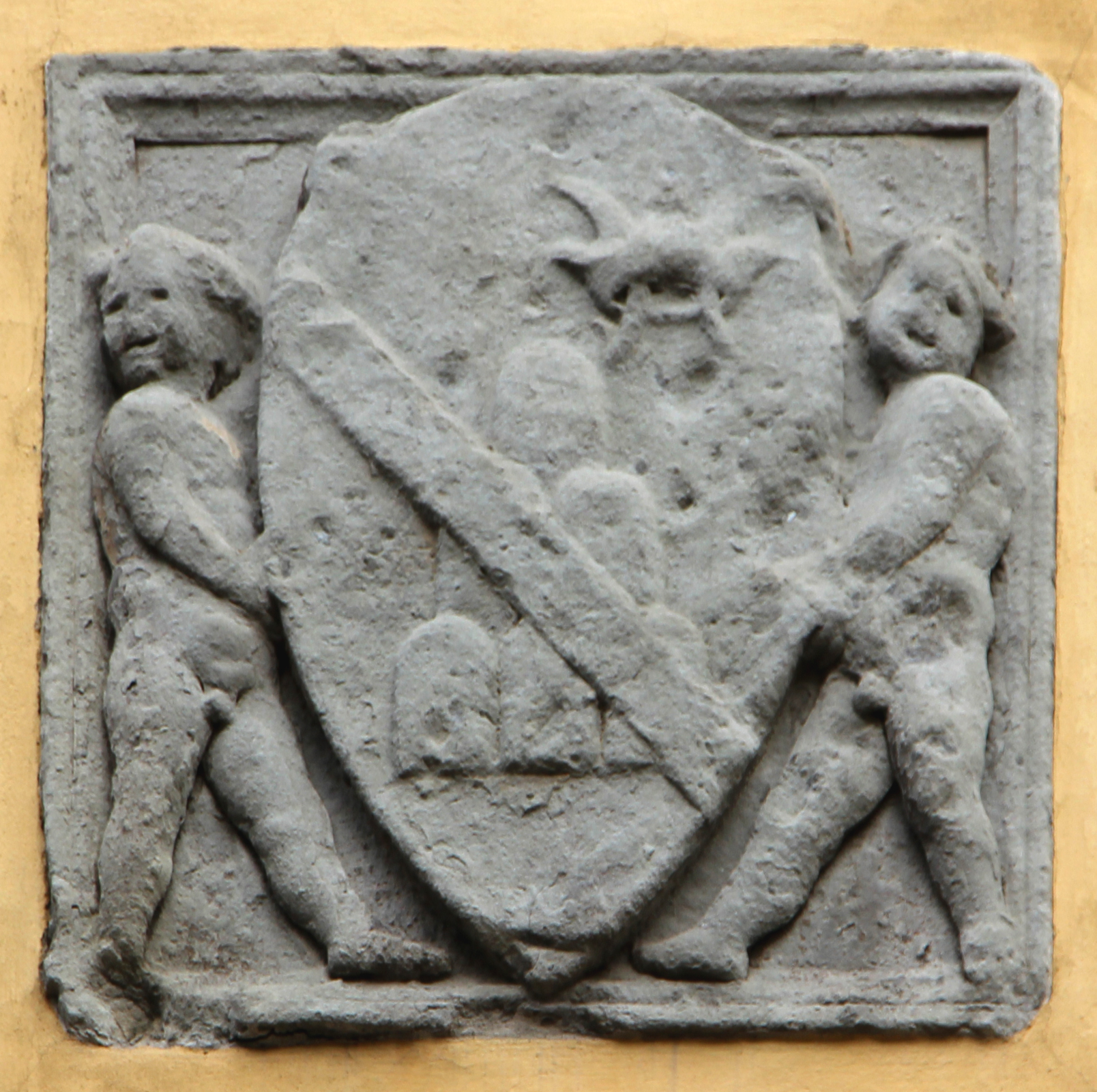
Stemma scolpito da Jacopo Sansovino

L'edificio appare come di origine quattro/cinquecentesca, sviluppato per sei assi su quattro piani di cui l'ultimo, con ogni probabilità, frutto di una soprelevazione. Di identico disegno il prospetto su via Sdrucciolo de' Pitti, di cinque assi. Molti i rimaneggiamenti che nel tempo hanno interessato la fabbrica, a partire dal piano terreno dove comunque si conserva l'incorniciatura originale del portone, restaurata negli stipiti in basso; ugualmente recenti le aperture dei negozi che si dispongono due per lato rispetto all'ingresso. Gran parte della facciata è ripresa in pietra artificiale e tutte le finestre, originariamente a tutto sesto con ghiera, sono state ridimensionate e ridisegnate.
Alla proprietà Ridolfi è da ricondurre la presenza dello scudo con l'arme dei Ridolfi di Piazza (senza smalti qui, ma d'azzurro, al monte di sei cime d'oro e alla banda attraversante di rosso, il tutto accompagnato in capo dalla corona d'oro infilata da due foglie di palma dello stesso, quest'ultima concessione del duca di Calabria e principe di Taranto Giacomo di Borbone all'ambasciatore Lorenzo Ridolfi nel 1415), sostenuto da due putti e scolpito dal Sansovino. Quella che oggi si vede non è tuttavia la collocazione originale: una volta lo scudo si trovava sul fronte del palazzo Ricasoli Firidolfi in questa stessa strada al numero civico 7. L'opera sarebbe stata smurata e nuovamente qui collocata nel momento in cui il precedente palazzo era stato venduto e questo comprato, nel Settecento, dalla famiglia.